# Mosberg-Richweiler
Mosberg-Richweiler ist ein Ortsteil der Gemeinde  Nohfelden im Landkreis St. Wendel im Saarland. Das Dorf liegt zwischen Walhausen (L319) und Asweiler (L315) umgeben von Wald, ca. drei Kilometer östlich des Bostalsees.

## Geschichte
Mosberg wird zum ersten Mal in einem Kaufvertrag von 1317 unter dem Namen Moysberg erwähnt. Beide Dorfteile gehörten in historischer Zeit, sowohl von der Hochgerichtsbarkeit als auch kirchenrechtlich, zu Wolfersweiler. Das Dorf wird 1790 als eine Gemeinde mit 35 zweibrückischen Familien genannt. Während der Zugehörigkeit des Saarlandes zu Frankreich wurde es von der Mairie Walhausen im Saardepartement verwaltet. Von 1817 bis 1937 gehörte Mosberg-Richweiler zum oldenburgischen Fürstentum Birkenfeld im Amt und Bürgermeisterei Nohfelden.
Innerhalb der Gemarkung von Mosberg-Richweiler wurde bis zum Jahr 1750 Kupfer geschürft, welches in Nohfeld verarbeitet wurde. Der Flurname Kupferkaul erinnert noch an diese Zeit. Hinweise auf eine frühgeschichtliche Besiedlung geben Fundstücke aus dem Latène und der Römerzeit.
Am 1. Januar 1974 wurde Mosberg-Richweiler in die Gemeinde Nohfelden eingegliedert.